# Asamblea de Parlamentarios

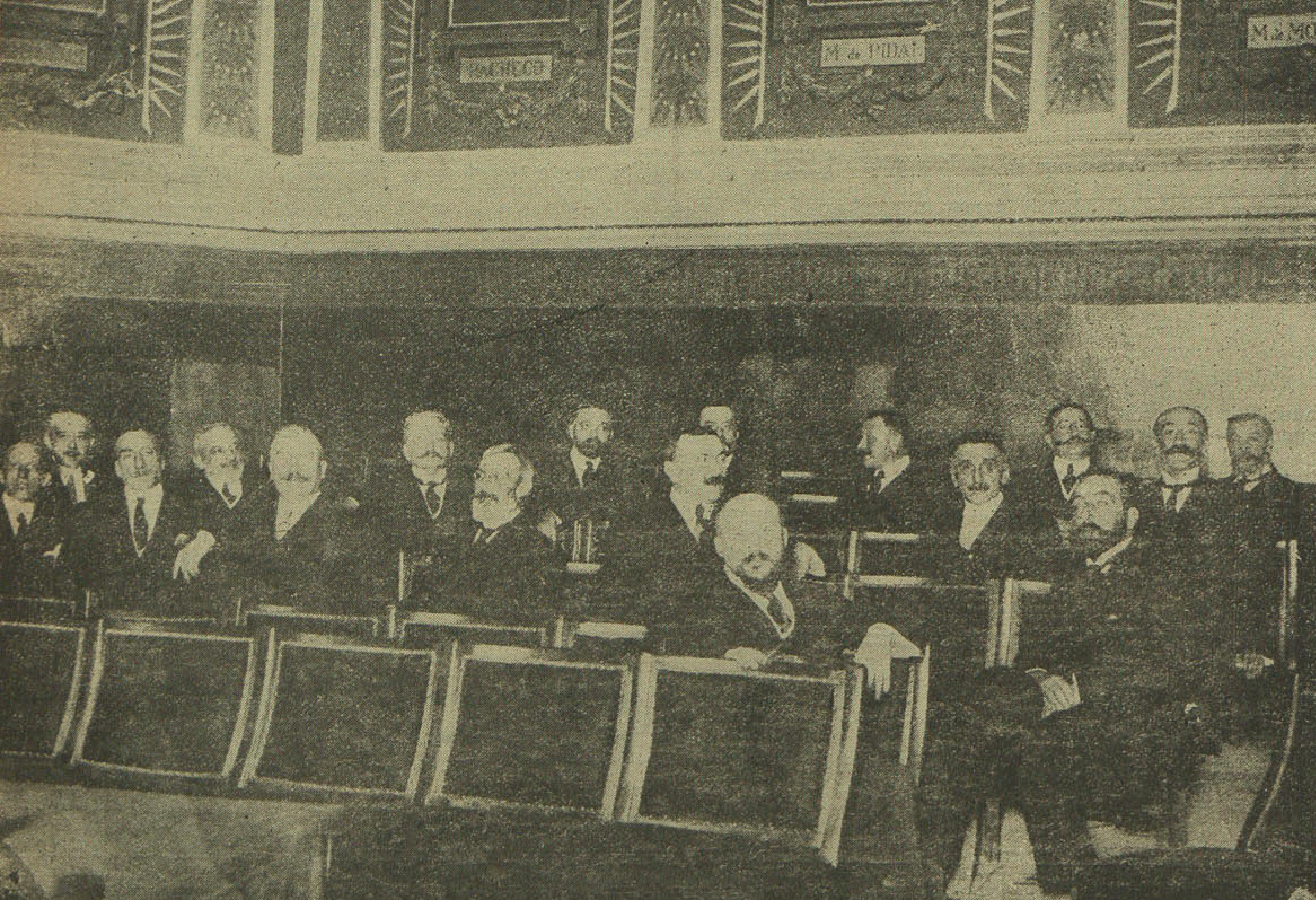
Felipe Rodés, Lerroux, Abadal y Álvarez, entre otros asistentes a la Asamblea de parlamentarios celebrada el 30 de octubre de 1917 en el Ateneo de Madrid.

Para el proceso en el País Vasco, véase Asamblea de Parlamentarios Vascos.
Asamblea de Parlamentarios fue el nombre que recibieron las reuniones, nunca oficiales, que tuvieron lugar en Barcelona y Madrid entre diputados y senadores catalanes y del resto de España entre julio y octubre de 1917. 

## Antecedentes
En 1917 había una fuerte crisis económica, dado que la prosperidad de los primeros años de la Primera Guerra Mundial había provocado una fuerte inflación, el aumento del paro, el descontento del ejército, la presión de los catalanistas reclamando autonomía y los republicanos que pedían el fin del obsoleto sistema de turno de partidos de la Restauración, así como la aplicación de reformas sociales y económicas. A finales de 1916 los oficiales y jefes del ejército destinados en la península constituyeron Juntas de Defensa clandestinas, que exigían acabar con las arbitrariedades en los ascensos y el aumento de sus salarios.
En junio de 1917 el gobierno de Manuel García Prieto, que había ordenado el encarcelamiento de los dirigentes junteros, recibió un ultimátum de todas las Juntas de Defensa para que fueran puestos en libertad y para que fueran reconocidas legalmente. Tuvo que dimitir porque el rey no lo respaldó. Fue nombrado sustituto el conservador Eduardo Dato, quien, como no tenía la mayoría parlamentaria, cerró las Cortes a la vez que suspendía las garantías constitucionales e instauraba la censura de prensa. El nuevo gobierno legalizó las Juntas.
Unos días antes, a finales de mayo de 1917, los republicanos con Alejandro Lerroux al frente habían organizado un gran mitin "aliadófilo" en la plaza de toros de Madrid al que se sumó el Partido Reformista de Melquiades Álvarez y al que asistió a título personal el dirigente socialista Andrés Ovejero. Además de Ovejero, Lerroux y Álvarez, intervinieron Álvaro de Albornoz, Roberto Castrovido, Emilio Menéndez Pallarés y Miguel de Unamuno. Según la historiadora Ángeles Barrio, los oradores "hablaron de la reforma constitucional y de que el parlamento se alzara como el eje de la vida política, lo que no era otra cosa que la recuperación del programa clásico del republicanismo; sólo que esta vez, ante las masas, era el fuerte sentimiento de aliadofilia el que parecía ser el motor de sus expectativas de cambio político".
La incorporación del PSOE a la renovada conjunción republicano-socialista se produjo poco después, cuando las Juntas de Defensa plantearon el 1 de junio su ultimátum al gobierno de García Prieto, ya que en su manifiesto la comisión ejecutiva socialista apreció «esenciales coincidencias entre el proletariado organizado y el de los jefes y oficiales del ejército, también organizado». Así fue como se llegó al acuerdo el 14 de junio para formar un Gobierno provisional que convocara elecciones a Cortes Constituyentes, para lo que se constituyó un comité integrado por Alejandro Lerroux por los republicanos, Melquiades Álvarez por los reformistas y Pablo Iglesias y Francisco Largo Caballero, por los socialistas. Melquiades Álvarez puso como condición que el proceso fuera pacífico y que sólo se recurriera a la huelga general si se implantaba una dictadura militar.

## La Asamblea de Parlamentarios de Barcelona

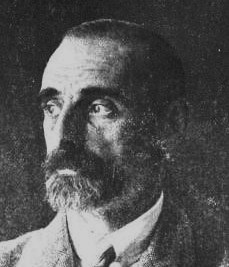
Francesc Cambó, líder de la Lliga Regionalista.

En este contexto de crisis política, la iniciativa la tomó el líder catalanista Francesc Cambó. El 14 de junio los diputados y senadores de la Lliga Regionalista hicieron público en Barcelona un manifiesto en el que denunciaban la falta de representatividad del régimen de la Restauración exigiendo una reforma de la Constitución de 1876 que incluyera el reconocimiento de las identidades regionales. Cambó viajó a Madrid para pedir al gobierno de Dato que se reabrieran las Cortes y como no lo consiguió reunió el 5 de julio en el Ayuntamiento de Barcelona a todos los diputados y senadores catalanes, aunque los 13 diputados monárquicos abandonaron enseguida la reunión, que reafirmaron la voluntad de Cataluña de constituirse en una región autónoma, derecho que podría extenderse a otras regiones, y exigieron la reunión de las Cortes que tendrían función de constituyentes. Si el gobierno Dato no aceptaba ninguna de las peticiones harían un llamamiento a todos los diputados y senadores a que acudieran a Barcelona el 19 de julio. Allí formarían una «Asamblea extraoficial de senadores y diputados» para protestar por el cierre de las Cortes y para «deliberar y resolver sobre la organización del Estado, la autonomía de los municipios y los demás problemas que las circunstancias plantean con apremio inaplazable para la vida del país».
Con esta iniciativa Cambó pretendía, según explicó él mismo, «españolizar nuestro movimiento, ligándolo a una empresa general española que nosotros iniciaríamos y dirigiríamos». «Cataluña, en un momento de la historia de España que puede ser épico y puede ser trágico, siente toda la grandeza y toda la generosidad de la misión salvadora de España», afirmó Cambó.
El gobierno de Dato intentó desprestigiar la convocatoria presentando la reunión como un movimiento «separatista» y «revolucionario», campaña que fue apoyada por la prensa conservadora. El 14 de julio el diario británico Daily Express publicó una entrevista con el rey en la que éste decía:

Otra complicación es el movimiento de Cataluña. Ciertos catalanes piden una especie de independencia y quieren que sus asuntos, sus intereses locales, sean gobernados en Barcelona. Mi Gobierno está dispuesto a discutir de un modo amistoso todas las peticiones formuladas de un modo legal. Deseamos, yo y mi Gobierno, ver a Cataluña y a Barcelona aún en mayor estado de prosperidad que ahora. Se propone el Gobierno dar satisfacción a cuantas peticiones parezcan justas y hacer ver el carácter poco razonable de otras.

La reunión se celebró en la fecha prevista, el 19 de julio, pese a las presiones e impedimentos de Dato. Se reunieron 68 diputados (46 de ellos catalanes) en el palacio del parque de la Ciudadela, donde se constituyeron en asamblea, presididos por Raimundo de Abadal (Lliga Regionalista), Hermenegildo Giner de los Ríos (Partido Republicano Radical) y Salvador de Samà, más conocido por el título de marqués de Marianao, (liberal autonomista). Estuvieron presentes los diputados Melquiades Álvarez, Francesc Cambó, Hermenegildo Giner de los Ríos, Pablo Iglesias, Alejandro Lerroux, Felipe Rodés Baldrich, José Roig y Bergadá, y Luis de Zulueta. Los reunidos acordaron que era «indispensable la convocatoria de Cortes que, en funciones de Constituyentes, puedan deliberar sobre estos problemas [del país] y resolverlos». Pero, añadían, esas Cortes no podrán ser convocadas por un Gobierno de partido, sino por «un Gobierno que encarne y represente la voluntad soberana del país». Las Juntas de Defensa, sin embargo, rehusaron asistir.
A Barcelona no acudió Maura, como esperaba Cambó, y sólo asistieron los diputados de la Lliga, los republicanos, los reformistas de Melquíades Álvarez y el socialista Pablo Iglesias. Las Cortes en función Cortes Constituyentes estudiarían no sólo la reforma de la Constitución, sino también la autonomía municipal, la defensa nacional, la organización de la enseñanza, la administración de justicia, y los problemas económicos y sociales.
La Asamblea fue disuelta por orden del gobernador civil de Barcelona y todos los participantes fueron detenidos por la policía, aunque en cuanto salieron del edificio del parque de la Ciudadela fueron puestos en libertad. Quedaron de acuerdo en convocar una nueva reunión en Oviedo para el 16 de agosto pero ésta nunca se celebró a causa de la huelga general que convocaron los socialistas.

## La Asamblea de Parlamentarios en Madrid: el nacimiento del «gobierno de concentración» de García Prieto
Tras la huelga de agosto, las Juntas de Defensa, que habían participado de forma entusiástica en la represión, presionaron al gobierno de Eduardo Dato consiguiendo que dimitiera en octubre, lo que, según Ángeles Barrio, "confirmaba, en todo caso, la dependencia política con respecto al ejército para formar o mantener al gobierno, ya fuera liberal o conservador".

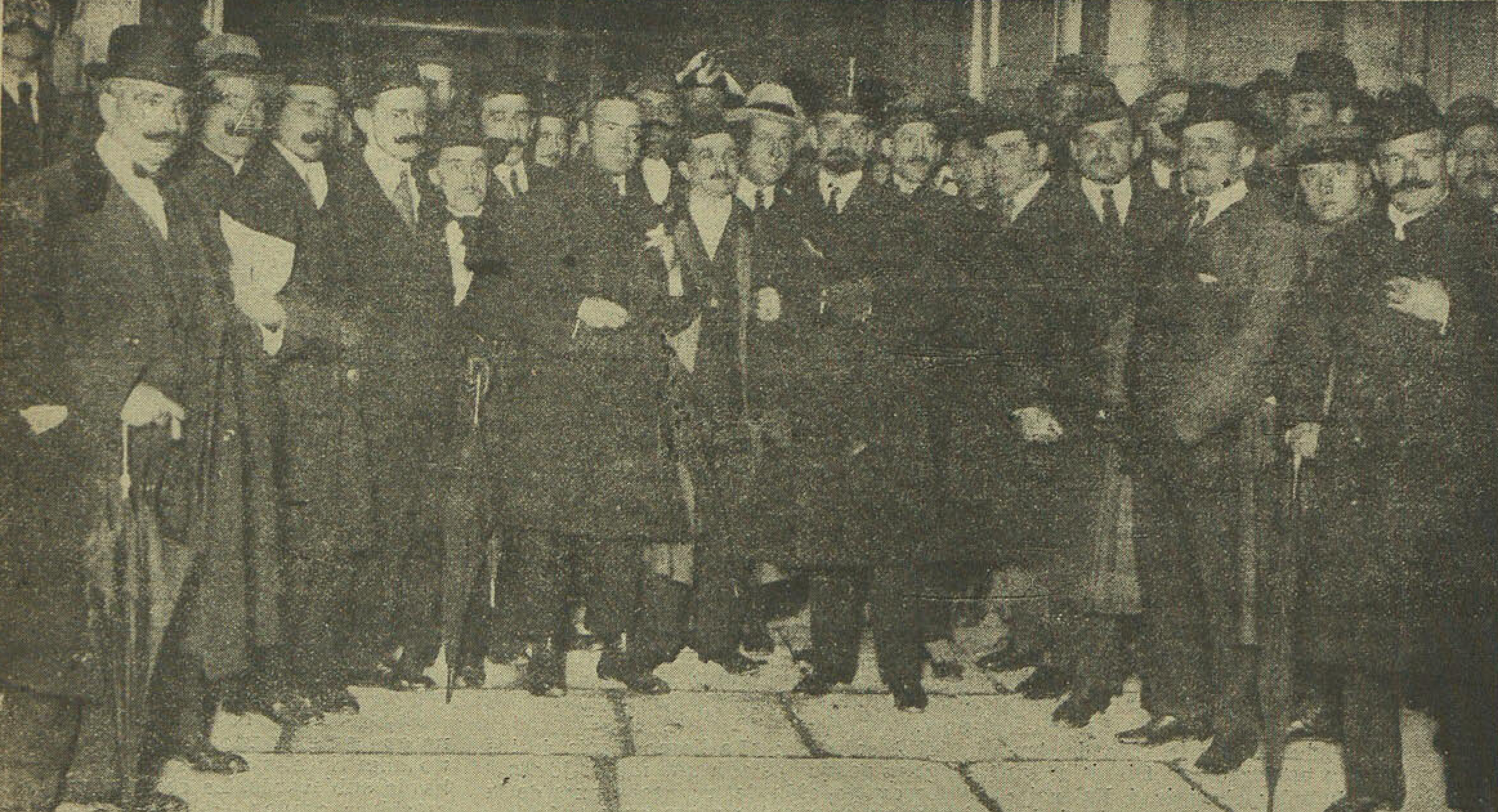
Cambó al salir la noche del 30 de octubre de su entrevista con Alfonso XIII en Madrid

El 30 de octubre se reunió la Asamblea de Parlamentarios en el Ateneo de Madrid presidida por Cambó que presionó para que se pusiera fin al turno. Ese mismo día Cambó fue llamado a Palacio para entrevistarse con el rey. Durante el encuentro el político catalanista le explicó a Alfonso XIII lo acordado por la Asamblea de Parlamentarios y le propuso la formación de un gobierno de amplia representación que garantizara la celebración de elecciones limpias. Tras la entrevista Cambó volvió al Ateneo de Madrid y les comunicó a los parlamentarios el acuerdo de Alfonso XIII con las propuestas de la Asamblea y que además estaba dispuesto a nombrar ministros a las dos personas que designaran. Inmediatamente los reunidos eligieron a Juan Ventosa, de la Lliga, y al también catalán Felipe Rodés Baldrich, entonces afiliado al partido reformista.
El 1 de noviembre de 1917, por primera vez en la historia de la Restauración, se formó un «gobierno de concentración» de conservadores, de liberales y de la Lliga presidido por el liberal Manuel García Prieto, aunque quedaron fuera las facciones conservadora de Dato, porque siguió defendiendo la validez del turno, y la liberal de Santiago Alba, a causa de la presencia en gobierno del ala derecha del conservadurismo encabezada por Juan de la Cierva.